# ليبه (نهر)

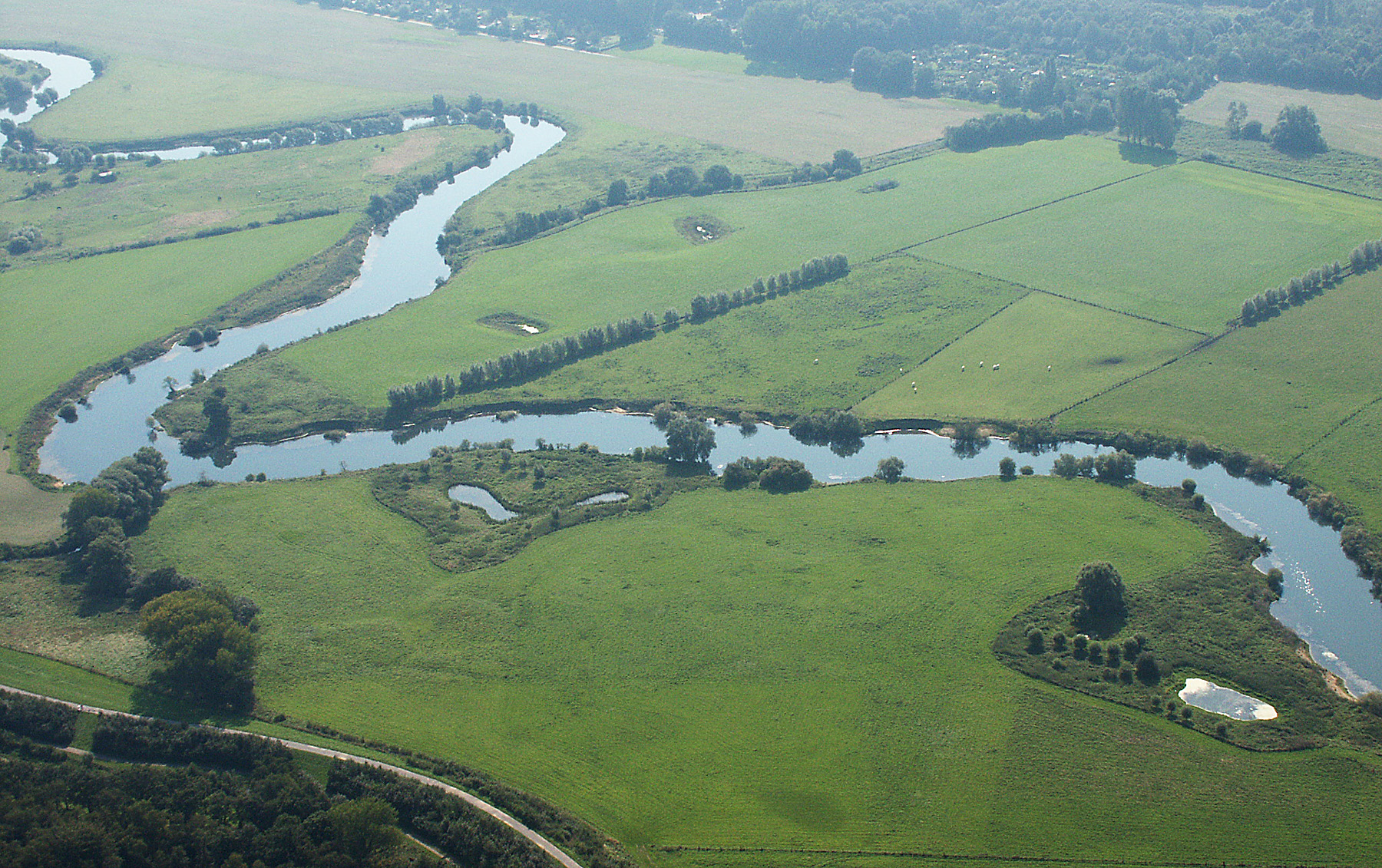
نهر ليبه غربي مدينة لونن

ليبه (بالألمانية: Lippe) هو اسم يطلق على نهر بطول 220 كيلومتر، يشكل رافدا لنهر الراين في ولاية شمال الراين - وستفاليا الألمانية. تبلغ مساحة مناطق استجماع ماء النهر 4888.7 كيلومترا مربعا. وتصل سرعة انسياب الماء عند محطة قياس هام 23 م³/ث، في حين ترتفع إلى 46 م³/ث في محطة شيرمبك قبيل وصوله إلى مصبه.